# Germaine Pratt
Germaine Pratt (High Point, Carolina del Norte, 21 de mayo de 1996) es un jugador profesional estadounidense de fútbol americano que se desempeña en la posición de linebacker en Cincinnati Bengals, equipo de la National Football League (NFL).

## Carrera
Fue seleccionado en la tercera ronda en la Reunión Anual de Selección de Jugadores de la NFL de 2019. Hizo su debut profesional con el equipo Cincinnati Bengals, donde lleva jugando cinco temporadas.